# Apetatitlán de Antonio Carvajal
Apetatitlán de Antonio Carvajal es una localidad del estado mexicano de Tlaxcala. Es cabecera del municipio de Apetatitlán de Antonio Carvajal.

## Demografía
| Censo | Población |
| ----- | --------- |
| 1900  | 1 779     |
| 1910  | 1 166     |
| 1921  | 1 242     |
| 1930  | 1 286     |
| 1940  | 743       |
| 1950  | 1 383     |
| 1960  | 1 598     |
| 1970  | 792       |
| 1980  | 1 955     |
| 1990  | 5 287     |
| 1995  | 6 035     |
| 2000  | 6 476     |
| 2005  | 3 859     |
| 2010  | 3 872     |
| 2020  | 4 161     |